# Хаст Яків Соломонович
Яків Соломонович Хаст (10 листопада 1873, Бердянськ — 1953, Уфа) — український радянський художник.

## Біографія
Народився 10 листопада 1873 року у місті Бердянську (нині Запорізька область, Україна) в сім'ї ремісника-червонодеревника. 1901 року закінчив Одеське художнє училище. Два роки навчався у Паризькій академії мистецтв, відвідував майстерню Жана-Леона Жарома.
Після закінчення навчання жив то у Парижі, то у Марселі. У 1914 році повернувся до Бердянська та потрапив на фронт Першої світової війни. Був важко поранений.
Протягом 1920-х—1930-х років викладав креслення та образотворче мистецтво у Бердянському педагогічному технікумі, створив приватну художню студію. Серед учнів — художники Олександр Ворона, Петро Бєлоусов.
З 1939 року жив у Дніпропетровську. У 1941 році, після початку німецько-радянської війни, виїхав до Уфи, де працював в артілі «Башхудожник», за сумісництвом викладав малюнок та композицію студентам Уфимського театрально-художнього училища. Помер в Уфі у 1953 році. Був похований на Іванівському Уфимському цвинтарі, а після його закриття перепохований у братській могилі.

## Творчість

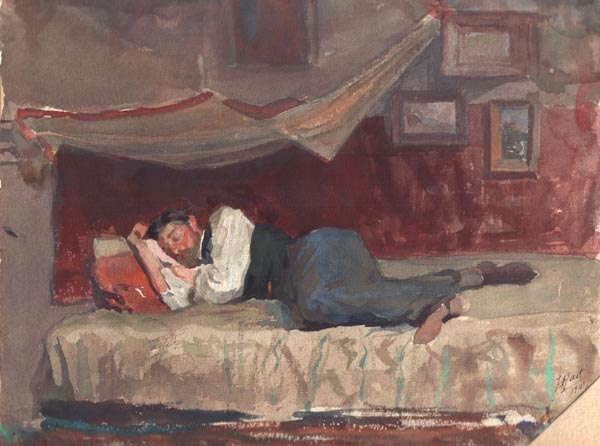
«На мансарді».

В Парижі написав портрет Клода Моне «На мансарді». За картину «Паризький слуга» у 1905 році на Всесвітній виставці у Бельгії був удостоєний золотої медалі та Гран-прі. Багато його робіт було придбано для приватних колекцій. Також у Парижі на замовлення Луї Пастера виконав багато малюнків для анатомічних атласів та статей на медичні теми.
Серед відомих графічних творів — кольорові офорти: «На Дніпрі», «Голівка російської дівчини», «На березі», «Бердянські млини».
За десятиліття до німецько-радянської війни провів у Бердянській картинній галереї декілька виставок, зокрема у 1930 році відбулась виставка щонайменше трьох сотень його робіт. 1939 року пройшла його персональна виставка у Дніпропетровську, 1941 року — знову в Бердянську та Запоріжжі.
У 1977 році Бердянський художній музей імені Ісаака Бродського отримав 636 робіт від родичів художника.